# Shepherdswell with Coldred
Shepherdswell with Coldred är en civil parish i grevskapet Kent i sydöstra England. Den ligger i distriktet Dover och utgörs av orten Shepherdswell samt byn Coldred. Civil parishen hade 1 839 invånare vid folkräkningen år 2021.